# Thomas Crețu
Pour les articles homonymes, voir Cretu.
Pas d'image ? Cliquez ici

a Compétitions nationales et continentales officielles uniquement.

b Matchs officiels uniquement.
Dernière mise à jour le 19 juillet 2025.
Thomas Crețu, né le 5 mars 2002 à Paris (France), est un joueur international roumain d'origine française de rugby à XV évoluant au poste de pilier droit.

## Biographie

### Jeunesse et formation
Thomas Crețu naît le 5 mars 2002 à Paris en France, d'un père roumain et d'une mère guadeloupéenne,,. Il grandit dans le Val-de-Marne, puis commence la pratique du rugby à XV en 2009 au Bonneuil Villeneuve Brevannes Rugby jusqu'en 2015, année où il rejoint le RC Massy. Il reste dans l'Essonne pendant cinq ans avant de rejoindre le Stade français Paris, où il évolue seulement avec les équipes de jeunes.
Côté familial, son frère, Alexandre, joue également au rugby à XV. De plus, au niveau scolaire, Thomas Crețu réalise un BTS Gestion de petites et moyennes entreprises au lycée Passy-Saint-Honoré.
Durant sa jeunesse, il est tout d'abord retenu avec la sélection française des moins de 16 ans. Par la suite, en 2020, il est sélectionné avec l'équipe de France des moins de 18 ans afin de disputer un tournoi international en Afrique du Sud.
En début d'année 2022, il est appelé pour la première fois avec les moins de 20 ans dans le cadre du Tournoi des Six Nations des moins de 20 ans. Il est aligné lors de trois rencontres contre l'Irlande, l'Écosse, puis le pays de Galles où il connait sa première titularisation avec cette sélection,,. En mai, il signe une prolongation de contrat jusqu'en 2025 avec le Stade français, qui comprend deux ans de contrat espoir et une année professionnelle.

### Carrière professionnelle
En début d'année 2023, il est retenu pour la première fois avec l'équipe de Roumanie, en vertu de ses origines roumaines par l'intermédiaire de son père Florin,,, pour disputer le Championnat d'Europe,,. Il connait sa première cape internationale lors de la première journée contre la Pologne lorsqu'il entre en jeu à la place de Gheorghe Gajion. À l'occasion de la troisième journée, il est titularisé pour la première fois contre le Portugal. Durant la compétition, il dispute deux autres rencontres.
En juin 2023, il est annoncé qu'il est prêté au Stade aurillacois en Pro D2 à partir de la saison 2023-2024, où il remplace numériquement Henzo Kiteau, afin de gagner du temps de jeu et de l'expérience,,.
Le 16 août 2023, il est retenu dans le groupe final roumain pour disputer la Coupe du monde en France. Durant la compétition, il est inscrit sur une feuille de match à seulement une reprise lors de la deuxième journée de la poule B face à l'Afrique du Sud où il est remplaçant.
De retour de la Coupe du monde, à l'occasion de la dixième journée de Pro D2, il est retenu pour la première fois sur une feuille de match avec Aurillac, en tant que remplaçant, afin d'affronter Provence Rugby à l'extérieur. Durant la rencontre, il fait son entrée en seconde période et dispute ses premières minutes avec le Stade aurillacois. Il connait sa première titularisation en février à l'occasion de la dix-neuvième journée face au RC Vannes. Début février, il est tout d'abord retenu par son club et manque les deux premières journées du Championnat d'Europe avec la Roumanie, il est ensuite sélectionné pour préparer la troisième journée face au Portugal, mais il ne joue finalement pas la rencontre. Par la suite, il dispute les demi-finales ainsi que le match de classement du Championnat d'Europe. Avec le Stade aurillacois, il dispute onze rencontres, dont deux comme titulaire, durant la saison. Il quitte le club à l'issue de l'exercice.
En 2024, il rejoint les rangs du SC Albi en Nationale, toujours en prêt du Stade français. Durant la saison, il dispute seize matchs, seulement un comme titulaire, et inscrit trois essais.
En fin de contrat avec le Stade français Paris à l'intersaison 2025, il signe un contrat de deux saisons avec l'Union sportive dacquoise, pensionnaire de Pro D2. À la fin du mois de juin 2025, il est retenu en équipe de Roumanie pour la tournée en Amérique du Sud, où il dispute trois rencontres.

## Statistiques en sélection nationale
Au 19 juillet 2025, Thomas Crețu compte 11 capes en équipe de Roumanie, dont 3 en tant que titulaire, depuis le 4 février 2023 contre la Pologne.
Il participe à une édition de la Coupe du monde en 2023, il dispute une rencontre en tant que remplaçant.

## Palmarès
Néant